# Los Robles, Jesús María
Los Robles är en ort i Mexiko.   Den ligger i kommunen Jesús María och delstaten Jalisco, i den centrala delen av landet, 300 km väster om huvudstaden Mexico City. Los Robles ligger 2 051 meter över havet och antalet invånare är 693.
Terrängen runt Los Robles är platt åt nordost, men åt sydväst är den kuperad. Runt Los Robles är det ganska glesbefolkat, med 28 invånare per kvadratkilometer. Närmaste större samhälle är Arandas, 16,3 km nordväst om Los Robles. I omgivningarna runt Los Robles växer huvudsakligen savannskog.